# Мироненко, Виктор Арсентьевич
Виктор Арсентьевич Мироненко (11 октября 1919, Полтава — 7 июля 1943, у села Сырцево, Курская область) — участник Великой Отечественной войны, Герой Советского Союза.

## Биография
Виктор Арсентьевич родился 11 октября (по другим данным 18 октября) 1919 года в Полтаве в семье служащих. Окончил среднюю школу № 16 (по другим данным № 2) и два курса Полтавского механико-технологического техникума.
В 1936 году призван в ряды Красной армии. В 1939 году окончил 1-е Киевское Краснознамённое артиллерийское училище имени Кирова. Принимал участие в польской и финской кампаниях.
В боях Великой Отечественной войны с июня 1941 года. Воевал на Брянском, Калининском и Воронежском фронтах.
С марта 1942 году принимал участие в формировании 1-го танкового корпуса, как начальник штаба 461-го артиллерийского дивизиона 1-й механизированной бригады. С 461-м дивизионом связан дальнейший боевой путь Виктора Арсентьевича, командиром которого он был назначен в начале июля 1943 года, перед самым началом битвы на Курской дуге.
7 июля 1943 командир 461-го артиллерийского дивизиона капитан В. Мироненко отличился при отражении наступления противника на Белгородско-Курском направлении. Когда до тридцати вражеских танков прорвалось к огневым позициям дивизиона, лично встал к орудию и с близкого расстояния подбил шесть тяжёлых танков противника. В этом бою отважный артиллерист Виктор Арсентьевич Мироненко погиб — впоследствии его тело потом нашли у разбитого орудия…
Указом Президиума Верховного Совета СССР от 3 июня 1944 года за образцовое выполнение боевых заданий командования и проявленные при этом мужество и героизм капитану Виктору Арсентьевичу Мироненко присвоено звание Героя Советского Союза (посмертно).
Похоронен в районе села Сырцево Ивнянского района Белгородской области.

## Память
В честь Героя Советского Союза в послевоенные годы названа улица в Полтаве (бывшая Степная, пролегает от улицы Ватутина до улицы Половки). На фасаде дома № 7 по улице Мироненко, в котором жил Виктор Арсентьевич, в 1968 году установлена мемориальная доска.
Ещё одна мемориальная доска в честь Героя установлена на корпусе Полтавского техникума пищевых технологий. Имя Виктора Арсентьевича Мироненко носит полтавская средняя школа № 19. В школе функционирует музей выдающегося земляка.